# Javi Areso
Francisco Javier Areso Blanco (Cascante, Navarra, 3 de septiembre de 1997), conocido como Javi Areso, es un futbolista español que se desempeña en la demarcación de extremo en la Asociación Deportiva Mérida de la Primera Federación de España. Es hermano del también futbolista Jesús Areso.

## Trayectoria

### Ejea
Javi Areso llegó a la Sociedad Deportiva Ejea para la temporada 2020-21 tras quedar libre del Club Deportivo Izarra, equipo en el que jugó la temporada pasada. Además de en el club navarro, Areso ha jugado en las categorías inferiores del Club Deportivo Tudelano, Aluvión de Cascante, Club Atlético Osasuna y Agrupación Deportiva San Juan, equipo con el que compitió en Tercera División. Las dos últimas temporadas las ha disputado en el club de Estella, dando el salto a la Segunda División B.
Aterrizó en la S. D. Ejea tras disputar 13 partidos y anotar un gol la temporada anterior. Acumulaba por aquel entonces un total de 37 encuentros en la categoría de bronce.

### C. A. Pulpileño
Tras abandonar la S. D. Ejea, se marchó al C. A. Pulpileño de la Segunda Federación, donde disputó una temporada.

### S. D. Tarazona
En verano de 2022, Javi Areso firma por la S. D. Tarazona de la Segunda Federación. Con el conjunto aragonés disputa tres temporadas en las que logra un ascenso a Primera Federación.

### A. D. Mérida
El 9 de julio de 2025, firmó por la A. D. Mérida de la Primera Federación.

## Clubes
| Club            | País   | Año         |
| --------------- | ------ | ----------- |
| A. D. San Juan  | España | 2016 - 2018 |
| C. D. Izarra    | España | 2018 - 2020 |
| S. D. Ejea      | España | 2020 - 2021 |
| C. A. Pulpileño | España | 2021 - 2022 |
| S. D. Tarazona  | España | 2022 - 2025 |
| A. D. Mérida    | España | 2025 - Act. |